# 根知城
根知城（ねちじょう）は、新潟県糸魚川市根知谷区にあった日本の城（複合型山城）。新潟県指定史跡。

## 概要
根小屋城、上城山城、栗山城からなる城で、一般的には標高320mに位置する根小屋城を「根知城」と呼ぶ。根小屋城は根知城の中心的な役割をしており、郭跡17、削平地201、堀切16、竪堀15からなる大規模な遺構となっている。西側に姫川が、北側から東側にかけて根知川が流れており、築城年代は定かでないが、上杉謙信が武田軍の侵攻に備えて築いた山城であるとされている。1565年、謙信が村上義清を城主に定めた。その後、根知城の警備を厳重にするようにと、幾たびか文書を発給しているが、これは根知城が信越の境の要の地であったため、根知城を整備したものと思われる。村上義清の死後は御館の乱を経て周辺が武田家に割譲され仁科盛信、武田家滅亡後は再び上杉領となり幾たびか城主が変わり、1598年には堀清重が城主となった。これは堀氏が春日山城主となったためである。そして1599年の上杉遺民一揆の際、堀氏は根知城を廃し、1601年に清崎城を築いたとされている。
土橋、堀切、郭、一部に石積が残る。